# NGC 5747
NGC 5747 is een spiraalvormig sterrenstelsel in het sterrenbeeld Ossenhoeder. Het hemelobject werd op 15 maart 1784 ontdekt door de Duits-Britse astronoom William Herschel.

## Synoniemen
- IC 4493
- IRAS 14419+1220
- UGC 9496
- ZWG 76.13
- MCG 2-38-2
- KCPG 435B
- PGC 52638